# Onnion
Onnion – miejscowość i gmina we Francji, w regionie Owernia-Rodan-Alpy, w departamencie Górna Sabaudia.
Według danych na rok 1990 gminę zamieszkiwały 642 osoby, a gęstość zaludnienia wynosiła 34 osób/km² (wśród 2880 gmin regionu Rodan-Alpy Onnion plasuje się na 1028. miejscu pod względem liczby ludności, natomiast pod względem powierzchni na miejscu 553.).